# Kościół Wniebowzięcia Najświętszej Maryi Panny w Jedlinie-Zdroju
Kościół Wniebowzięcia Najświętszej Maryi Panny – rzymskokatolicki kościół filialny należący do parafii Trójcy Świętej w Jedlinie-Zdroju. Znajduje się w dzielnicy Kamieńsk.
Jest to świątynia wzniesiona w latach trzydziestych XX wieku, według projektu wałbrzyskiego architekta Alfonsa Weigera. Elewacje kościoła charakteryzują się neogotyckimi, ostrołukowymi oknami. Budowla reprezentuje styl alpejski. Świątynia została wybudowana dzięki staraniom długoletniego proboszcza w Jedlinie-Zdroju, ks. dra Bernharda Strehlera.